# Internazionali di Francia 1953 - Doppio maschile
Il doppio maschile del torneo di tennis Internazionali di Francia 1953 si è disputato dal 19 al 30 maggio sui campi in terra rossa dello stadio Roland Garros di Parigi in Francia.
Lew Hoad e Ken Rosewall hanno sconfitto in finale i connazionali Mervyn Rose e Clive Wilderspin col punteggio di 6–2, 6–1, 6–1.

## Tabellone

### Legenda
| - Q = Qualificato - WC = Wild card - LL = Lucky loser | - ALT = Alternate - SE = Special Exempt - PR = Protected Ranking | - w/o = Walkover - r = Ritirato - d = Squalificato |

### Finali
|  | Semifinali                   | Semifinali                   | Semifinali                   | Semifinali                  | Semifinali | Semifinali | Semifinali |  |  | Finale                       | Finale                       | Finale                       | Finale                       | Finale | Finale | Finale |  |
|  |                              |                              |                              |                             |            |            |            |  |  |                              |                              |                              |                              |        |        |        |  |
|  | Lew Hoad Ken Rosewall        | Lew Hoad Ken Rosewall        | Lew Hoad Ken Rosewall        | Lew Hoad Ken Rosewall       | 6          | 6          | 6          |  |  |                              |                              |                              |                              |        |        |        |  |
|  | Jaroslav Drobný Budge Patty  | Jaroslav Drobný Budge Patty  | Jaroslav Drobný Budge Patty  | Jaroslav Drobný Budge Patty | 3          | 1          | 3          |  |  | Lew Hoad Ken Rosewall        | Lew Hoad Ken Rosewall        | Lew Hoad Ken Rosewall        | Lew Hoad Ken Rosewall        | 6      | 6      | 6      |  |
|  | Mervyn Rose Clive Wilderspin | Mervyn Rose Clive Wilderspin | Mervyn Rose Clive Wilderspin | 6                           | 7          | 1          | 10         |  |  | Mervyn Rose Clive Wilderspin | Mervyn Rose Clive Wilderspin | Mervyn Rose Clive Wilderspin | Mervyn Rose Clive Wilderspin | 2      | 1      | 1      |  |
|  | Gardnar Mulloy Vic Seixas    | Gardnar Mulloy Vic Seixas    | Gardnar Mulloy Vic Seixas    | 0                           | 5          | 6          | 8          |  |  |                              |                              |                              |                              |        |        |        |  |

### Parte alta

#### Sezione 1
|  | Primo turno                            | Primo turno                            | Primo turno                            | Primo turno                            | Primo turno | Primo turno | Primo turno |  |  | Secondo turno                               | Secondo turno                               | Secondo turno                               | Secondo turno                               | Secondo turno                    | Secondo turno             | Secondo turno |   |   | Terzo turno                    | Terzo turno                    | Terzo turno                    | Terzo turno                    | Terzo turno                    | Terzo turno                    | Terzo turno |   |   | Quarti di finale | Quarti di finale | Quarti di finale | Quarti di finale | Quarti di finale | Quarti di finale | Quarti di finale |  |
|  |                                        |                                        |                                        |                                        |             |             |             |  |  |                                             |                                             |                                             |                                             |                                  |                           |               |   |   |                                |                                |                                |                                |                                |                                |             |   |   |                  |                  |                  |                  |                  |                  |                  |  |
|  |                                        |                                        |                                        |                                        |             |             |             |  |  | Lew Hoad Ken Rosewall                       | Lew Hoad Ken Rosewall                       | Lew Hoad Ken Rosewall                       | Lew Hoad Ken Rosewall                       | 6                                | 6                         | 6             |   |   |                                |                                |                                |                                |                                |                                |             |   |   |                  |                  |                  |                  |                  |                  |                  |  |
|  |                                        |                                        |                                        |                                        |             |             |             |  |  | Antoine Gentien Pierre Antoine Grandguillot | Antoine Gentien Pierre Antoine Grandguillot | Antoine Gentien Pierre Antoine Grandguillot | Antoine Gentien Pierre Antoine Grandguillot | 3                                | 3                         | 1             |   |   |                                |                                |                                |                                |                                |                                |             |   |   |                  |                  |                  |                  |                  |                  |                  |  |
|  |                                        |                                        |                                        |                                        |             |             |             |  |  |                                             |                                             |                                             |                                             |                                  |                           |               |   |   | Lew Hoad Ken Rosewall          | Lew Hoad Ken Rosewall          | Lew Hoad Ken Rosewall          | Lew Hoad Ken Rosewall          | 6                              | 6                              | 6           |   |   |                  |                  |                  |                  |                  |                  |                  |  |
|  |                                        |                                        |                                        |                                        |             |             |             |  |  |                                             |                                             | George Dunklin D. Rivkind                   | George Dunklin D. Rivkind                   | George Dunklin D. Rivkind        | George Dunklin D. Rivkind | 2             | 3 | 0 |                                |                                |                                |                                |                                |                                |             |   |   |                  |                  |                  |                  |                  |                  |                  |  |
|  |                                        |                                        |                                        |                                        |             |             |             |  |  | George Dunklin D. Rivkind                   | George Dunklin D. Rivkind                   | George Dunklin D. Rivkind                   | George Dunklin D. Rivkind                   | 6                                | 6                         | 6             |   |   |                                |                                |                                |                                |                                |                                |             |   |   |                  |                  |                  |                  |                  |                  |                  |  |
|  |                                        |                                        |                                        |                                        |             |             |             |  |  | Christian Grandet Michel Larcade            | Christian Grandet Michel Larcade            | Christian Grandet Michel Larcade            | Christian Grandet Michel Larcade            | 2                                | 0                         | 3             |   |   |                                |                                |                                |                                |                                |                                |             |   |   |                  |                  |                  |                  |                  |                  |                  |  |
|  |                                        |                                        |                                        |                                        |             |             |             |  |  |                                             |                                             |                                             |                                             |                                  |                           |               |   |   | Lew Hoad Ken Rosewall          | Lew Hoad Ken Rosewall          | Lew Hoad Ken Rosewall          | Lew Hoad Ken Rosewall          | 6                              | 6                              | 6           |   |   |                  |                  |                  |                  |                  |                  |                  |  |
|  |                                        |                                        |                                        |                                        |             |             |             |  |  |                                             |                                             |                                             |                                             |                                  |                           |               |   |   |                                |                                | Tut Bartzen Władysław Skonecki | Tut Bartzen Władysław Skonecki | Tut Bartzen Władysław Skonecki | Tut Bartzen Władysław Skonecki | 2           | 1 | 3 |                  |                  |                  |                  |                  |                  |                  |  |
|  |                                        |                                        |                                        |                                        |             |             |             |  |  | Tut Bartzen Władysław Skonecki              | Tut Bartzen Władysław Skonecki              | Tut Bartzen Władysław Skonecki              | Tut Bartzen Władysław Skonecki              | 6                                | 6                         | 6             |   |   |                                |                                |                                |                                |                                |                                |             |   |   |                  |                  |                  |                  |                  |                  |                  |  |
|  | Pierre Geelhand de Merxem Harry Hopman | Pierre Geelhand de Merxem Harry Hopman | Pierre Geelhand de Merxem Harry Hopman | Pierre Geelhand de Merxem Harry Hopman | 6           | 6           | 6           |  |  | Pierre Geelhand de Merxem Harry Hopman      | Pierre Geelhand de Merxem Harry Hopman      | Pierre Geelhand de Merxem Harry Hopman      | Pierre Geelhand de Merxem Harry Hopman      | 0                                | 4                         | 1             |   |   |                                |                                |                                |                                |                                |                                |             |   |   |                  |                  |                  |                  |                  |                  |                  |  |
|  | Pierre Pinart Trezel                   | Pierre Pinart Trezel                   | Pierre Pinart Trezel                   | Pierre Pinart Trezel                   | 0           | 3           | 4           |  |  |                                             |                                             |                                             |                                             |                                  |                           |               |   |   | Tut Bartzen Władysław Skonecki | Tut Bartzen Władysław Skonecki | Tut Bartzen Władysław Skonecki | 1                              | 7                              | 7                              | 6           |   |   |                  |                  |                  |                  |                  |                  |                  |  |
|  | Rolando Del Bello Giuseppe Merlo       | Rolando Del Bello Giuseppe Merlo       | Rolando Del Bello Giuseppe Merlo       | Rolando Del Bello Giuseppe Merlo       | 6           | 2           |             |  |  |                                             |                                             | Rolando Del Bello Giuseppe Merlo            | Rolando Del Bello Giuseppe Merlo            | Rolando Del Bello Giuseppe Merlo | 6                         | 5             | 5 | 1 |                                |                                |                                |                                |                                |                                |             |   |   |                  |                  |                  |                  |                  |                  |                  |  |
|  | Gérard Pilet Jacques Thomas            | Gérard Pilet Jacques Thomas            | Gérard Pilet Jacques Thomas            | Gérard Pilet Jacques Thomas            | 0           | 0           | rit.        |  |  | Rolando Del Bello Giuseppe Merlo            | Rolando Del Bello Giuseppe Merlo            | Rolando Del Bello Giuseppe Merlo            | 6                                           | 3                                | 6                         | 7             |   |   |                                |                                |                                |                                |                                |                                |             |   |   |                  |                  |                  |                  |                  |                  |                  |  |
|  | Geoffrey Paish Anthony Starte          | Geoffrey Paish Anthony Starte          | Geoffrey Paish Anthony Starte          | Geoffrey Paish Anthony Starte          | 6           | 6           | 6           |  |  | Geoffrey Paish Anthony Starte               | Geoffrey Paish Anthony Starte               | Geoffrey Paish Anthony Starte               | 2                                           | 6                                | 3                         | 5             |   |   |                                |                                |                                |                                |                                |                                |             |   |   |                  |                  |                  |                  |                  |                  |                  |  |
|  | Pierre Bardey R. Delarue               | Pierre Bardey R. Delarue               | Pierre Bardey R. Delarue               | Pierre Bardey R. Delarue               | 0           | 2           | 0           |  |  |                                             |                                             |                                             |                                             |                                  |                           |               |   |   |                                |                                |                                |                                |                                |                                |             |   |   |                  |                  |                  |                  |                  |                  |                  |  |

#### Sezione 2
|  | Primo turno                       | Primo turno                       | Primo turno                       | Primo turno                       | Primo turno                     | Primo turno                     | Primo turno |  |  | Secondo turno                     | Secondo turno                     | Secondo turno                     | Secondo turno                     | Secondo turno                     | Secondo turno                     | Secondo turno |   |   | Terzo turno                 | Terzo turno                 | Terzo turno                 | Terzo turno                 | Terzo turno          | Terzo turno | Terzo turno |   |   | Quarti di finale | Quarti di finale | Quarti di finale | Quarti di finale | Quarti di finale | Quarti di finale | Quarti di finale |  |
|  |                                   |                                   |                                   |                                   |                                 |                                 |             |  |  |                                   |                                   |                                   |                                   |                                   |                                   |               |   |   |                             |                             |                             |                             |                      |             |             |   |   |                  |                  |                  |                  |                  |                  |                  |  |
|  | Jaroslav Drobný Budge Patty       | Jaroslav Drobný Budge Patty       | Jaroslav Drobný Budge Patty       | Jaroslav Drobný Budge Patty       | 6                               | 6                               | 6           |  |  |                                   |                                   |                                   |                                   |                                   |                                   |               |   |   |                             |                             |                             |                             |                      |             |             |   |   |                  |                  |                  |                  |                  |                  |                  |  |
|  | Josip Palada Vladimir Petrović    | Josip Palada Vladimir Petrović    | Josip Palada Vladimir Petrović    | Josip Palada Vladimir Petrović    | 3                               | 1                               | 3           |  |  | Jaroslav Drobný Budge Patty       | Jaroslav Drobný Budge Patty       | Jaroslav Drobný Budge Patty       | Jaroslav Drobný Budge Patty       | 6                                 | 6                                 | 6             |   |   |                             |                             |                             |                             |                      |             |             |   |   |                  |                  |                  |                  |                  |                  |                  |  |
|  | A. Sursock Henri Zalzal           | A. Sursock Henri Zalzal           | A. Sursock Henri Zalzal           | A. Sursock Henri Zalzal           | A. Sursock Henri Zalzal         | A. Sursock Henri Zalzal         | w/o         |  |  | A. Sursock Henri Zalzal           | A. Sursock Henri Zalzal           | A. Sursock Henri Zalzal           | A. Sursock Henri Zalzal           | 1                                 | 0                                 | 2             |   |   |                             |                             |                             |                             |                      |             |             |   |   |                  |                  |                  |                  |                  |                  |                  |  |
|  | Paul Feret Paul Jalabert          | Paul Feret Paul Jalabert          | Paul Feret Paul Jalabert          | Paul Feret Paul Jalabert          | Paul Feret Paul Jalabert        | Paul Feret Paul Jalabert        |             |  |  |                                   |                                   |                                   |                                   |                                   |                                   |               |   |   | Jaroslav Drobný Budge Patty | Jaroslav Drobný Budge Patty | Jaroslav Drobný Budge Patty | Jaroslav Drobný Budge Patty | 6                    | 6           | 7           |   |   |                  |                  |                  |                  |                  |                  |                  |  |
|  | Marcello Del Bello Orlando Sirola | Marcello Del Bello Orlando Sirola | Marcello Del Bello Orlando Sirola | Marcello Del Bello Orlando Sirola | 6                               | 6                               | 7           |  |  |                                   |                                   | Marcello Del Bello Orlando Sirola | Marcello Del Bello Orlando Sirola | Marcello Del Bello Orlando Sirola | Marcello Del Bello Orlando Sirola | 2             | 2 | 5 |                             |                             |                             |                             |                      |             |             |   |   |                  |                  |                  |                  |                  |                  |                  |  |
|  | Michel Bouteleux Yves Thieullent  | Michel Bouteleux Yves Thieullent  | Michel Bouteleux Yves Thieullent  | Michel Bouteleux Yves Thieullent  | 1                               | 1                               | 5           |  |  | Marcello Del Bello Orlando Sirola | Marcello Del Bello Orlando Sirola | Marcello Del Bello Orlando Sirola | Marcello Del Bello Orlando Sirola | Marcello Del Bello Orlando Sirola | Marcello Del Bello Orlando Sirola | w/o           |   |   |                             |                             |                             |                             |                      |             |             |   |   |                  |                  |                  |                  |                  |                  |                  |  |
|  | Marcel Bernard Bernard Destremau  | Marcel Bernard Bernard Destremau  | Marcel Bernard Bernard Destremau  | Marcel Bernard Bernard Destremau  | 6                               | 6                               | 6           |  |  | Marcel Bernard Bernard Destremau  | Marcel Bernard Bernard Destremau  | Marcel Bernard Bernard Destremau  | Marcel Bernard Bernard Destremau  | Marcel Bernard Bernard Destremau  | Marcel Bernard Bernard Destremau  |               |   |   |                             |                             |                             |                             |                      |             |             |   |   |                  |                  |                  |                  |                  |                  |                  |  |
|  | Paul Desq Robert Laval            | Paul Desq Robert Laval            | Paul Desq Robert Laval            | Paul Desq Robert Laval            | 3                               | 3                               | 3           |  |  |                                   |                                   |                                   |                                   |                                   |                                   |               |   |   | Jaroslav Drobný Budge Patty | Jaroslav Drobný Budge Patty | Jaroslav Drobný Budge Patty | 4                           | 6                    | 6           | 6           |   |   |                  |                  |                  |                  |                  |                  |                  |  |
|  | Ian Ayre Rex Hartwig              | Ian Ayre Rex Hartwig              | Ian Ayre Rex Hartwig              | Ian Ayre Rex Hartwig              | 7                               | 10                              | 6           |  |  |                                   |                                   |                                   |                                   |                                   |                                   |               |   |   |                             |                             | Jean Ducos Paul Remy        | Jean Ducos Paul Remy        | Jean Ducos Paul Remy | 6           | 1           | 4 | 1 |                  |                  |                  |                  |                  |                  |                  |  |
|  | Don Butler Jean-Noël Grinda       | Don Butler Jean-Noël Grinda       | Don Butler Jean-Noël Grinda       | Don Butler Jean-Noël Grinda       | 5                               | 8                               | 3           |  |  | Ian Ayre Rex Hartwig              | Ian Ayre Rex Hartwig              | Ian Ayre Rex Hartwig              | Ian Ayre Rex Hartwig              | 6                                 | 6                                 | 13            |   |   |                             |                             |                             |                             |                      |             |             |   |   |                  |                  |                  |                  |                  |                  |                  |  |
|  | Ian Vermaak Johann Kupferburger   | Ian Vermaak Johann Kupferburger   | Ian Vermaak Johann Kupferburger   | Ian Vermaak Johann Kupferburger   | Ian Vermaak Johann Kupferburger | Ian Vermaak Johann Kupferburger | w/o         |  |  | Ian Vermaak Johann Kupferburger   | Ian Vermaak Johann Kupferburger   | Ian Vermaak Johann Kupferburger   | Ian Vermaak Johann Kupferburger   | 4                                 | 4                                 | 11            |   |   |                             |                             |                             |                             |                      |             |             |   |   |                  |                  |                  |                  |                  |                  |                  |  |
|  | Christian Boussus Roland Journu   | Christian Boussus Roland Journu   | Christian Boussus Roland Journu   | Christian Boussus Roland Journu   | Christian Boussus Roland Journu | Christian Boussus Roland Journu |             |  |  |                                   |                                   |                                   |                                   |                                   |                                   |               |   |   | Ian Ayre Rex Hartwig        | Ian Ayre Rex Hartwig        | 7                           | 2                           | 4                    | 6           | 4           |   |   |                  |                  |                  |                  |                  |                  |                  |  |
|  | Jeffrey Arnold S. A. Rauf         | Jeffrey Arnold S. A. Rauf         | Jeffrey Arnold S. A. Rauf         | 4                                 | 6                               | 9                               | 6           |  |  |                                   |                                   | Jean Ducos Paul Remy              | Jean Ducos Paul Remy              | 5                                 | 6                                 | 6             | 3 | 6 |                             |                             |                             |                             |                      |             |             |   |   |                  |                  |                  |                  |                  |                  |                  |  |
|  | Benny Berthet Philippe Chatrier   | Benny Berthet Philippe Chatrier   | Benny Berthet Philippe Chatrier   | 6                                 | 1                               | 7                               | 3           |  |  | Jeffrey Arnold S. A. Rauf         | Jeffrey Arnold S. A. Rauf         | Jeffrey Arnold S. A. Rauf         | Jeffrey Arnold S. A. Rauf         | 3                                 | 1                                 | 2             |   |   |                             |                             |                             |                             |                      |             |             |   |   |                  |                  |                  |                  |                  |                  |                  |  |
|  |                                   |                                   |                                   |                                   |                                 |                                 |             |  |  | Jean Ducos Paul Remy              | Jean Ducos Paul Remy              | Jean Ducos Paul Remy              | Jean Ducos Paul Remy              | 6                                 | 6                                 | 6             |   |   |                             |                             |                             |                             |                      |             |             |   |   |                  |                  |                  |                  |                  |                  |                  |  |

### Parte bassa

#### Sezione 3
|  | Primo turno                             | Primo turno                             | Primo turno                             | Primo turno                             | Primo turno                     | Primo turno                     | Primo turno |  |  | Secondo turno                     | Secondo turno                     | Secondo turno                     | Secondo turno                   | Secondo turno                   | Secondo turno                | Secondo turno |   |   | Terzo turno                    | Terzo turno                    | Terzo turno                    | Terzo turno                    | Terzo turno                  | Terzo turno                  | Terzo turno |   |   | Quarti di finale | Quarti di finale | Quarti di finale | Quarti di finale | Quarti di finale | Quarti di finale | Quarti di finale |  |
|  |                                         |                                         |                                         |                                         |                                 |                                 |             |  |  |                                   |                                   |                                   |                                 |                                 |                              |               |   |   |                                |                                |                                |                                |                              |                              |             |   |   |                  |                  |                  |                  |                  |                  |                  |  |
|  | Gino Mezzi Jacques Peten                | Gino Mezzi Jacques Peten                | Gino Mezzi Jacques Peten                | Gino Mezzi Jacques Peten                | 6                               | 6                               | 6           |  |  |                                   |                                   |                                   |                                 |                                 |                              |               |   |   |                                |                                |                                |                                |                              |                              |             |   |   |                  |                  |                  |                  |                  |                  |                  |  |
|  | Jacques Malosse Marcel Schaff           | Jacques Malosse Marcel Schaff           | Jacques Malosse Marcel Schaff           | Jacques Malosse Marcel Schaff           | 3                               | 4                               | 4           |  |  | Gino Mezzi Jacques Peten          | Gino Mezzi Jacques Peten          | Gino Mezzi Jacques Peten          | Gino Mezzi Jacques Peten        | 0                               | 3                            | 3             |   |   |                                |                                |                                |                                |                              |                              |             |   |   |                  |                  |                  |                  |                  |                  |                  |  |
|  | Gianni Cucelli Fausto Gardini           | Gianni Cucelli Fausto Gardini           | Gianni Cucelli Fausto Gardini           | Gianni Cucelli Fausto Gardini           | 7                               | 6                               | 6           |  |  | Gianni Cucelli Fausto Gardini     | Gianni Cucelli Fausto Gardini     | Gianni Cucelli Fausto Gardini     | Gianni Cucelli Fausto Gardini   | 6                               | 6                            | 6             |   |   |                                |                                |                                |                                |                              |                              |             |   |   |                  |                  |                  |                  |                  |                  |                  |  |
|  | Ika Panajotovic Petko Milojkovic        | Ika Panajotovic Petko Milojkovic        | Ika Panajotovic Petko Milojkovic        | Ika Panajotovic Petko Milojkovic        | 5                               | 2                               | 2           |  |  |                                   |                                   |                                   |                                 |                                 |                              |               |   |   | Gianni Cucelli Fausto Gardini  | Gianni Cucelli Fausto Gardini  | Gianni Cucelli Fausto Gardini  | 4                              | 8                            | 6                            | 6           |   |   |                  |                  |                  |                  |                  |                  |                  |  |
|  | Horst Hermann Robin Sanders             | Horst Hermann Robin Sanders             | Horst Hermann Robin Sanders             | 3                                       | 8                               | 6                               | 6           |  |  |                                   |                                   | Sven Davidson Torsten Johansson   | Sven Davidson Torsten Johansson | Sven Davidson Torsten Johansson | 6                            | 6             | 3 | 4 |                                |                                |                                |                                |                              |                              |             |   |   |                  |                  |                  |                  |                  |                  |                  |  |
|  | Alain Lemyze Francis Nys                | Alain Lemyze Francis Nys                | Alain Lemyze Francis Nys                | 6                                       | 6                               | 4                               | 2           |  |  | Horst Hermann Robin Sanders       | Horst Hermann Robin Sanders       | Horst Hermann Robin Sanders       | 9                               | 4                               | 3                            | 5             |   |   |                                |                                |                                |                                |                              |                              |             |   |   |                  |                  |                  |                  |                  |                  |                  |  |
|  | Sven Davidson Torsten Johansson         | Sven Davidson Torsten Johansson         | Sven Davidson Torsten Johansson         | Sven Davidson Torsten Johansson         | 6                               | 7                               | 6           |  |  | Sven Davidson Torsten Johansson   | Sven Davidson Torsten Johansson   | Sven Davidson Torsten Johansson   | 7                               | 6                               | 6                            | 7             |   |   |                                |                                |                                |                                |                              |                              |             |   |   |                  |                  |                  |                  |                  |                  |                  |  |
|  | Georges Glasser Xavier Perreau Saussine | Georges Glasser Xavier Perreau Saussine | Georges Glasser Xavier Perreau Saussine | Georges Glasser Xavier Perreau Saussine | 3                               | 5                               | 2           |  |  |                                   |                                   |                                   |                                 |                                 |                              |               |   |   | Gianni Cucelli Fausto Gardini  | Gianni Cucelli Fausto Gardini  | Gianni Cucelli Fausto Gardini  | Gianni Cucelli Fausto Gardini  | 0                            | 4                            | 4           |   |   |                  |                  |                  |                  |                  |                  |                  |  |
|  | Ivan Molinari Staffan Stockenberg       | Ivan Molinari Staffan Stockenberg       | Ivan Molinari Staffan Stockenberg       | Ivan Molinari Staffan Stockenberg       | 6                               | 6                               | 6           |  |  |                                   |                                   |                                   |                                 |                                 |                              |               |   |   |                                |                                | Mervyn Rose Clive Wilderspin   | Mervyn Rose Clive Wilderspin   | Mervyn Rose Clive Wilderspin | Mervyn Rose Clive Wilderspin | 6           | 6 | 6 |                  |                  |                  |                  |                  |                  |                  |  |
|  | Eduardo Argon Ivan Devroe               | Eduardo Argon Ivan Devroe               | Eduardo Argon Ivan Devroe               | Eduardo Argon Ivan Devroe               | 4                               | 3                               | 3           |  |  | Ivan Molinari Staffan Stockenberg | Ivan Molinari Staffan Stockenberg | Ivan Molinari Staffan Stockenberg | 7                               | 1                               | 5                            | 1             |   |   |                                |                                |                                |                                |                              |                              |             |   |   |                  |                  |                  |                  |                  |                  |                  |  |
|  | Robert Abdesselam Jean Borotra          | Robert Abdesselam Jean Borotra          | Robert Abdesselam Jean Borotra          | Robert Abdesselam Jean Borotra          | Robert Abdesselam Jean Borotra  | Robert Abdesselam Jean Borotra  | w/o         |  |  | Robert Abdesselam Jean Borotra    | Robert Abdesselam Jean Borotra    | Robert Abdesselam Jean Borotra    | 5                               | 6                               | 7                            | 6             |   |   |                                |                                |                                |                                |                              |                              |             |   |   |                  |                  |                  |                  |                  |                  |                  |  |
|  | Gaston Medecin Georges Pasquier         | Gaston Medecin Georges Pasquier         | Gaston Medecin Georges Pasquier         | Gaston Medecin Georges Pasquier         | Gaston Medecin Georges Pasquier | Gaston Medecin Georges Pasquier |             |  |  |                                   |                                   |                                   |                                 |                                 |                              |               |   |   | Robert Abdesselam Jean Borotra | Robert Abdesselam Jean Borotra | Robert Abdesselam Jean Borotra | Robert Abdesselam Jean Borotra | 4                            | 1                            | 3           |   |   |                  |                  |                  |                  |                  |                  |                  |  |
|  | Roger Dessair Jacques Mey               | Roger Dessair Jacques Mey               | Roger Dessair Jacques Mey               | 2                                       | 6                               | 6                               | 6           |  |  |                                   |                                   | Mervyn Rose Clive Wilderspin      | Mervyn Rose Clive Wilderspin    | Mervyn Rose Clive Wilderspin    | Mervyn Rose Clive Wilderspin | 6             | 6 | 6 |                                |                                |                                |                                |                              |                              |             |   |   |                  |                  |                  |                  |                  |                  |                  |  |
|  | Patricio Rodriguez M. Zeppenfeldt       | Patricio Rodriguez M. Zeppenfeldt       | Patricio Rodriguez M. Zeppenfeldt       | 6                                       | 4                               | 4                               | 1           |  |  | Roger Dessair Jacques Mey         | Roger Dessair Jacques Mey         | Roger Dessair Jacques Mey         | Roger Dessair Jacques Mey       | 2                               | 2                            | 2             |   |   |                                |                                |                                |                                |                              |                              |             |   |   |                  |                  |                  |                  |                  |                  |                  |  |
|  | Mervyn Rose Clive Wilderspin            | Mervyn Rose Clive Wilderspin            | Mervyn Rose Clive Wilderspin            | Mervyn Rose Clive Wilderspin            | 6                               | 6                               | 6           |  |  | Mervyn Rose Clive Wilderspin      | Mervyn Rose Clive Wilderspin      | Mervyn Rose Clive Wilderspin      | Mervyn Rose Clive Wilderspin    | 6                               | 6                            | 6             |   |   |                                |                                |                                |                                |                              |                              |             |   |   |                  |                  |                  |                  |                  |                  |                  |  |
|  | Gil De Kermadec Marcel Lemasson         | Gil De Kermadec Marcel Lemasson         | Gil De Kermadec Marcel Lemasson         | Gil De Kermadec Marcel Lemasson         | 2                               | 3                               | 3           |  |  |                                   |                                   |                                   |                                 |                                 |                              |               |   |   |                                |                                |                                |                                |                              |                              |             |   |   |                  |                  |                  |                  |                  |                  |                  |  |

#### Sezione 4
|  | Primo turno                   | Primo turno                   | Primo turno                   | Primo turno                   | Primo turno                  | Primo turno                  | Primo turno |  |  | Secondo turno                   | Secondo turno                   | Secondo turno                   | Secondo turno                   | Secondo turno                 | Secondo turno                 | Secondo turno |   |   | Terzo turno                     | Terzo turno                     | Terzo turno                     | Terzo turno                   | Terzo turno               | Terzo turno | Terzo turno |   |   | Quarti di finale | Quarti di finale | Quarti di finale | Quarti di finale | Quarti di finale | Quarti di finale | Quarti di finale |  |
|  |                               |                               |                               |                               |                              |                              |             |  |  |                                 |                                 |                                 |                                 |                               |                               |               |   |   |                                 |                                 |                                 |                               |                           |             |             |   |   |                  |                  |                  |                  |                  |                  |                  |  |
|  | Umberto Bergamo G. Scribani   | Umberto Bergamo G. Scribani   | Umberto Bergamo G. Scribani   | Umberto Bergamo G. Scribani   | 6                            | 6                            | 6           |  |  |                                 |                                 |                                 |                                 |                               |                               |               |   |   |                                 |                                 |                                 |                               |                           |             |             |   |   |                  |                  |                  |                  |                  |                  |                  |  |
|  | Ivko Plećević Hans van Dalsum | Ivko Plećević Hans van Dalsum | Ivko Plećević Hans van Dalsum | Ivko Plećević Hans van Dalsum | 1                            | 4                            | 3           |  |  | Umberto Bergamo G. Scribani     | Umberto Bergamo G. Scribani     | Umberto Bergamo G. Scribani     | Umberto Bergamo G. Scribani     | 3                             | 3                             | 1             |   |   |                                 |                                 |                                 |                               |                           |             |             |   |   |                  |                  |                  |                  |                  |                  |                  |  |
|  | Enrique Morea Armando Vieira  | Enrique Morea Armando Vieira  | Enrique Morea Armando Vieira  | Enrique Morea Armando Vieira  | Enrique Morea Armando Vieira | Enrique Morea Armando Vieira | w/o         |  |  | Enrique Morea Armando Vieira    | Enrique Morea Armando Vieira    | Enrique Morea Armando Vieira    | Enrique Morea Armando Vieira    | 6                             | 6                             | 6             |   |   |                                 |                                 |                                 |                               |                           |             |             |   |   |                  |                  |                  |                  |                  |                  |                  |  |
|  | Jacques Jamain G. Larcade     | Jacques Jamain G. Larcade     | Jacques Jamain G. Larcade     | Jacques Jamain G. Larcade     | Jacques Jamain G. Larcade    | Jacques Jamain G. Larcade    |             |  |  |                                 |                                 |                                 |                                 |                               |                               |               |   |   | Enrique Morea Armando Vieira    | Enrique Morea Armando Vieira    | 2                               | 6                             | 3                         | 6           | 3           |   |   |                  |                  |                  |                  |                  |                  |                  |  |
|  | Jean Lesueur Dimitri Sturdza  | Jean Lesueur Dimitri Sturdza  | Jean Lesueur Dimitri Sturdza  | Jean Lesueur Dimitri Sturdza  | Jean Lesueur Dimitri Sturdza | Jean Lesueur Dimitri Sturdza | w/o         |  |  |                                 |                                 | Felicisimo Ampon Raymundo Deyro | Felicisimo Ampon Raymundo Deyro | 6                             | 3                             | 6             | 3 | 6 |                                 |                                 |                                 |                               |                           |             |             |   |   |                  |                  |                  |                  |                  |                  |                  |  |
|  | L. Cody Andre Guilbert        | L. Cody Andre Guilbert        | L. Cody Andre Guilbert        | L. Cody Andre Guilbert        | L. Cody Andre Guilbert       | L. Cody Andre Guilbert       |             |  |  | Jean Lesueur Dimitri Sturdza    | Jean Lesueur Dimitri Sturdza    | Jean Lesueur Dimitri Sturdza    | Jean Lesueur Dimitri Sturdza    | 0                             | 0                             | 0             |   |   |                                 |                                 |                                 |                               |                           |             |             |   |   |                  |                  |                  |                  |                  |                  |                  |  |
|  |                               |                               |                               |                               |                              |                              |             |  |  | Felicisimo Ampon Raymundo Deyro | Felicisimo Ampon Raymundo Deyro | Felicisimo Ampon Raymundo Deyro | Felicisimo Ampon Raymundo Deyro | 6                             | 6                             | 6             |   |   |                                 |                                 |                                 |                               |                           |             |             |   |   |                  |                  |                  |                  |                  |                  |                  |  |
|  |                               |                               |                               |                               |                              |                              |             |  |  |                                 |                                 |                                 |                                 |                               |                               |               |   |   | Felicisimo Ampon Raymundo Deyro | Felicisimo Ampon Raymundo Deyro | Felicisimo Ampon Raymundo Deyro | 9                             | 2                         | 6           | 6           |   |   |                  |                  |                  |                  |                  |                  |                  |  |
|  |                               |                               |                               |                               |                              |                              |             |  |  |                                 |                                 |                                 |                                 |                               |                               |               |   |   |                                 |                                 | Gardnar Mulloy Vic Seixas       | Gardnar Mulloy Vic Seixas     | Gardnar Mulloy Vic Seixas | 11          | 6           | 1 | 8 |                  |                  |                  |                  |                  |                  |                  |  |
|  |                               |                               |                               |                               |                              |                              |             |  |  | Robert Haillet Henri Pellizza   | Robert Haillet Henri Pellizza   | Robert Haillet Henri Pellizza   | Robert Haillet Henri Pellizza   | Robert Haillet Henri Pellizza | Robert Haillet Henri Pellizza | w/o           |   |   |                                 |                                 |                                 |                               |                           |             |             |   |   |                  |                  |                  |                  |                  |                  |                  |  |
|  |                               |                               |                               |                               |                              |                              |             |  |  | Russel Seymour Bryan Woodroffe  |                                 |                                 |                                 |                               |                               |               |   |   |                                 |                                 |                                 |                               |                           |             |             |   |   |                  |                  |                  |                  |                  |                  |                  |  |
|  |                               |                               |                               |                               |                              |                              |             |  |  |                                 |                                 |                                 |                                 |                               |                               |               |   |   | Robert Haillet Henri Pellizza   | Robert Haillet Henri Pellizza   | Robert Haillet Henri Pellizza   | Robert Haillet Henri Pellizza | 5                         | 1           | 4           |   |   |                  |                  |                  |                  |                  |                  |                  |  |
|  |                               |                               |                               |                               |                              |                              |             |  |  |                                 |                                 | Gardnar Mulloy Vic Seixas       | Gardnar Mulloy Vic Seixas       | Gardnar Mulloy Vic Seixas     | Gardnar Mulloy Vic Seixas     | 7             | 6 | 6 |                                 |                                 |                                 |                               |                           |             |             |   |   |                  |                  |                  |                  |                  |                  |                  |  |
|  |                               |                               |                               |                               |                              |                              |             |  |  | Gardnar Mulloy Vic Seixas       | Gardnar Mulloy Vic Seixas       | Gardnar Mulloy Vic Seixas       | Gardnar Mulloy Vic Seixas       | Gardnar Mulloy Vic Seixas     | Gardnar Mulloy Vic Seixas     | w/o           |   |   |                                 |                                 |                                 |                               |                           |             |             |   |   |                  |                  |                  |                  |                  |                  |                  |  |
|  |                               |                               |                               |                               |                              |                              |             |  |  | Lionel Matton A. Herzog         |                                 |                                 |                                 |                               |                               |               |   |   |                                 |                                 |                                 |                               |                           |             |             |   |   |                  |                  |                  |                  |                  |                  |                  |  |